# Вилијам I од Бира
Вилијам I од Бира (умро 1142) био је кнез Галилеје од 1120. до 1141. године.

## Биографија
Вилијам је француски крсташ из Бир сир Ивета. У Свету земљу је дошао 1115. године. Био је вазал Жосцелина I од Едесе кога је наследио на престолу Галилеје. Године 1119. извршио је упад преко Јордана на турску територију. Том приликом је погинуо његов брат. Накратко је био и регент Јерусалимске краљевине - након смрти Еустазија Гранијера до ослобођења Балдуина II. Умро је 1142. године без деце. Наследио га је синовац Елинард.